# 石川満里奈
石川 満里奈（いしかわ まりな、2005年（平成17年）8月12日 - ）は、日本の俳優、モデル。テロワール所属。第57回ミス日本2025グランプリおよびミス着物受賞。東京都出身。

## 略歴
中学2年生で俳優デビュー。2025年1月、「第57回ミス日本コンテスト2025」のミス日本グランプリとミス着物の二冠を獲得。

## 人物
- 歌手の石川さゆりは伯母 (父の姉) にあたる[3]。石川さゆりとの血縁関係は、2024年12月の「第57回ミス日本コンテスト2025」のファイナリストのお披露目の際に、満里奈が公表した[3]。小学生のときには、石川さゆりの楽曲「かくれんぼ」の再録レコーディングに参加したことがある[3]。
- 2025年1月の「ミス日本グランプリ」受賞当時は、フェリス女学院大学に通う学生であった[4]。
- 絶対音感の持ち主。2025年4月、「踊る!さんま御殿!!」に出演した際には、そのせいで気持ち悪くなることがあると明かしている[5]。

## 出演

### 映画
- 劇場版ほんとうあった怖い話2020 (2020年)  - 栗原ななえ 役
- 瑕疵709 (2024年) - 主演

### 配信ドラマ
- 妊婦たちの反撃 (2024年、DramaBox)
- 令嬢決戦！私こそが学園のクイーン (2025年、ReelShort) - 主演・鏑木エリー 役

### WEBメディア
- Daily logirl #205 石川満里奈（2025年6月30日~7月4日）[6][7]